# Trade Air
Trade Air ist eine kroatische Fluggesellschaft mit Sitz in Velika Gorica und Basis auf dem Flughafen Franjo Tuđman Zagreb.

## Geschichte

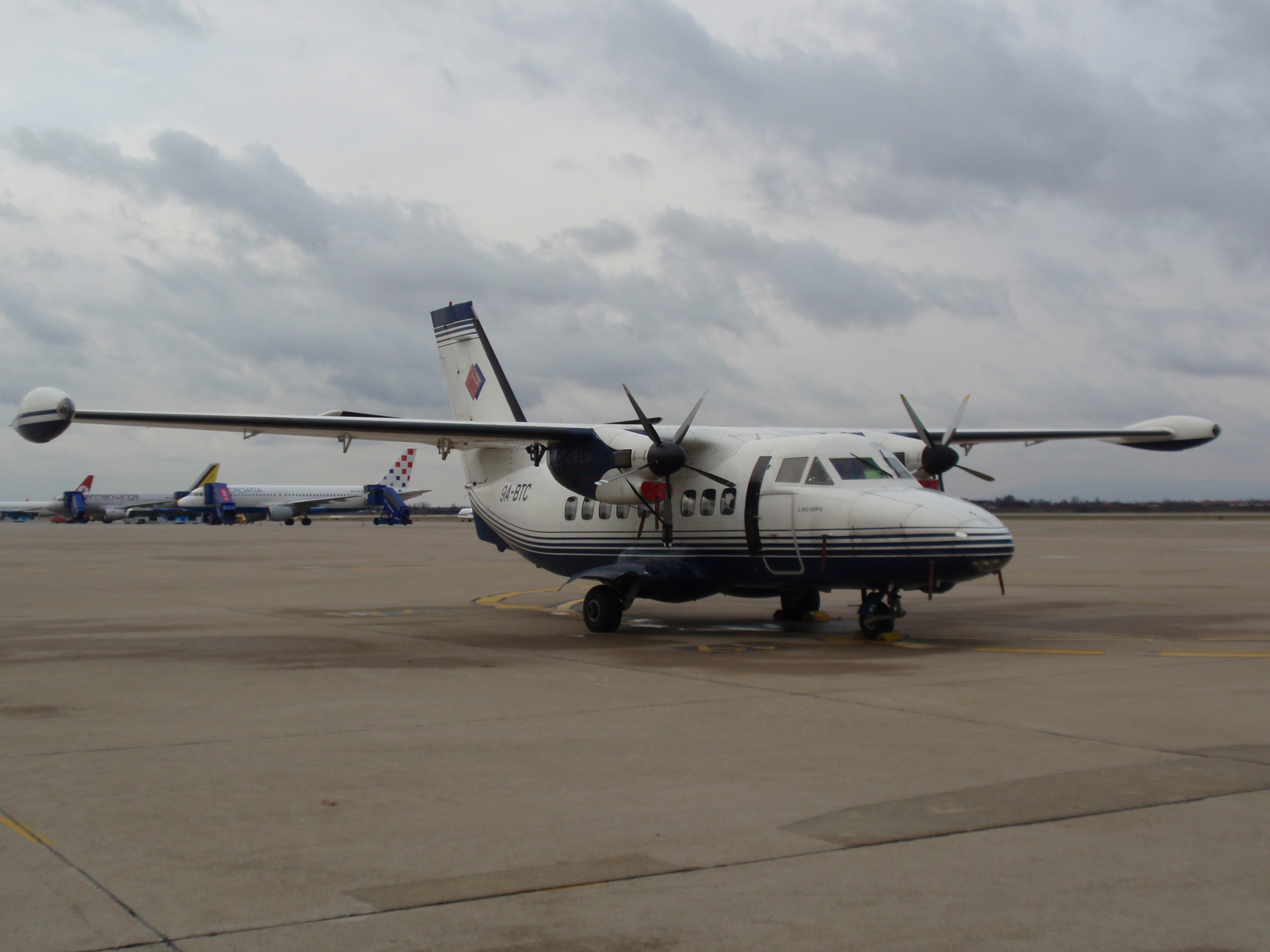
Let L-410UVP-E der Trade Air im Jahr 2009

Trade Air wurde im April 1994 durch den Eigentümer Mihajlo Cvijin gegründet und nahm am 22. Mai 1995 den Flugbetrieb auf.
Im Jahr 1999 kaufte man eine wahlweise als Passagier- oder als Frachtflugzeug nutzbare Let L-410. Weitere zwei Maschinen dieses Typs wurden im Sommer 2000 in die Flotte integriert. Seit 2005 werden unter dem Markennamen SunAdria Charterflüge mit den 2004 gekauften Fokker 100 durchgeführt. Die beiden Fokker 100 werden zeitweise auch im Wet-Lease für andere Fluggesellschaften eingesetzt, so etwa für Croatia Airlines und Equatorial Congo Airlines.
Im Sommer 2013 bekam Trade Air einen Auftrag des kroatischen Verkehrsministeriums und setzte danach eine geleaste Embraer EMB 120 im Linienverkehr zwischen Osijek und Zagreb sowie Rijeka, Split und Dubrovnik ein. Seither wurden neben der EMB 120 auch Airbus A320-200 (Mai 2016) sowie Let 410 verwendet.
Im Januar 2017 vermietete das Unternehmen eine seiner zwei Fokker 100 für zwei Monate an die französische Fluggesellschaft Hop!.
Im Jahr 2023 nahm Trade Air wieder Inlandsverbindungen mit einer geleasten Saab-340 (betrieben von Sprintair) auf, welche 34 Sitzplätze verfügt.

## Flugziele
Trade Air ist spezialisiert auf Fracht- und Charterflüge, die sie im Auftrag von Frachtunternehmen und Reiseveranstaltern durchführt. Sie verkehrt seit 2013 zudem im Linienverkehr zwischen Städten innerhalb Kroatiens.

## Flotte

### Aktuelle Flotte

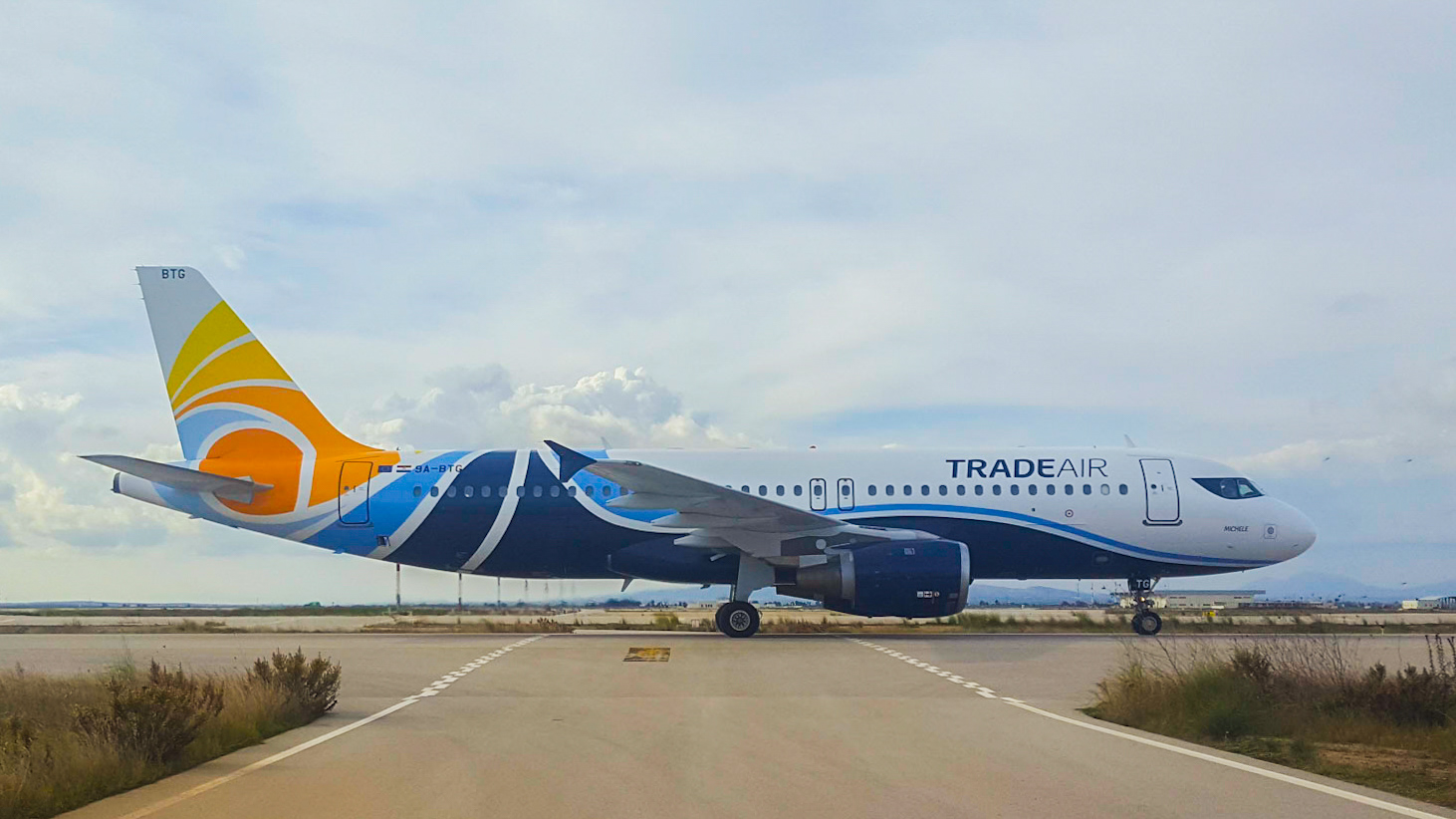
Airbus A320-200 der Trade Air

Mit Stand April 2025 besteht die Flotte der Trade Air aus fünf Flugzeugen mit einem Durchschnittsalter von 24,0 Jahren:
| Flugzeugtyp     | Anzahl | bestellt | Anmerkungen              | Sitzplätze | Durchschnittsalter |
| --------------- | ------ | -------- | ------------------------ | ---------- | ------------------ |
| Airbus A320-200 | 4      |          |                          | 180        | 20,5 Jahre         |
| Saab 340        | 1      |          | betrieben durch RAF-Avia | 34         | 37,7 Jahre         |
| Gesamt          | 5      | –        |                          |            | 24,0 Jahre         |

### Ehemalige Flugzeugtypen
In der Vergangenheit setzte Trade Air unter anderem folgende Flugzeugtypen ein:
- Airbus A319-100
- Fokker 100
- BAe Jetstream 32
- Dornier 328-120
- Embraer EMB 120
- Let L-410

## Zwischenfälle
- Am 30. Oktober 2005 stürzte eine Let L-410UVP-E19A der Trade Air (Luftfahrzeugkennzeichen 9A-BTA) auf dem Flug 729 kurz nach dem Start vom Flughafen Bergamo auf ein Feld. Als Ursachen wurde angegeben, dass die Besatzung die Anweisungen der Fluglotsen falsch interpretiert  und im Anschluss die Kontrolle über das Flugzeug verloren hatte. Alle drei Insassen dieses Frachtfluges kamen ums Leben.[8]